# 勒布朗角
勒布朗角（英語：Cape LeBlanc），是南極洲的海岬，位於埃爾斯沃思地，處於諾維爾半島北端，由美國南極名稱諮詢委員命名，現時由南極條約體系管理。